# Parafia Niepokalanego Serca Najświętszej Maryi Panny w Sokołowie Podlaskim
Parafia pw. Niepokalanego Serca Najświętszej Maryi Panny w Sokołowie Podlaskim (Konkatedralna) – rzymskokatolicka parafia należąca do dekanatu sokołowskiego, diecezji drohiczyńskiej, metropolii białostockiej. Jest najstarszą parafią w mieście.

## Obszar parafii

### Miejscowości i ulice
W granicach parafii znajdują się miejscowości:

- Bachorza,
- Dziegietnia,
- Jadwisin,
- Karlusin,
- Krasnodęby-Kasmy,
- Krasnodęby-Sypytki,
- Kupientyn,
- Łubianki,
- Podkupientyn,
- Podrogów,
- Remiszew Duży,
- Wojewódki Dolne,
- Wojewódki Górne
- Żanecin

oraz ulice Sokołowa Podlaskiego:
- Akacjowa,
- Bajkowa,
- Bulwar,
- Chabrowa,
- Chopina,
- Cicha,
- Cmentarna,
- Czekanowskiego,
- Długa,
- Gagarina,
- Graniczna,
- Jana Pawła II,
- Jaśminowa,
- Kilińskiego,
- Klonowa,
- Kolbego,
- Kolejowa,
- Konwaliowa,
- Kordeckiego,
- Kosowska,
- Kościelna,
- Kościuszki,
- Krzywa,
- Kubusia Puchatka,
- Kupientyńska,
- Kwiatowa,
- Lipowa (do torów kolejowych),
- Łowiecka,
- Magistracka,
- Malinowskiego,
- Malownicza,
- Mała,
- Mały Rynek,
- Matejki,
- Mickiewicza,
- Międzyrzecka,
- Miłosza,
- Niecała,
- Nieciecka,
- Norwida,
- Nowa,
- Olszewskiego,
- Osiedlowa,
- Piękna,
- Plenerowa, Prosta,
- Próżna, Prusa, Przeskok, Repkowska,
- Romanowskiego, Różana,
- Skwer Najświętszej Maryi Panny,
- Siedlecka,
- Sienkiewicza,
- Skłodowskiej,
- Słoneczna,
- Sportowa,
- Stadionowa,
- Szeroka,
- Szkolna,
- Śniadeckich,
- Świerkowa,
- Targowa,
- Teligi,
- Topolowa,
- Wilczyńskiego,
- Winnice,
- Witosa,
- Wolności (nr parzyste),
- Wspólna,
- Zagłoby,
- Zakątek,
- Zaułek,
- Ząbkowska,
- Zielna,
- Źródlana,
- Żeromskiego,
- Żytnia

## Historia
Parafia utworzona 3 października 1424. Oprócz Sokołowa obejmowała takie wsie jak: Rogów, Przeździatka, Nieciecz, Bielany. Od 25 marca 1992 parafia posiada status parafii konkatedralnej diecezji drohiczyńskiej.

## Miejsca święte

### Kościół parafialny
Obecny kościół parafialny został wybudowany w latach 1948-1953 według projektu arch. Andrzeja Boniego.
Świątynia została konsekrowana 25 października 1953 przez biskupa Ignacego Świrskiego.

## Duszpasterze

### Proboszczowie
- ks. inf. mgr. Jan Sobechowicz –  proboszcz w latach 1984–2006, emeryt (od 2006),

- ks. prał. mgr. Andrzej Krupa – proboszcz (od 1.07.2006)

### Wikariusze
- ks. mgr. Grzegorz Wierzbicki – wikariusz (od 2012)
- ks. mgr. Adam Pańczuk – wikariusz (od 2016)